# Сарань
Сара́нь (каз. Саран) — місто, центр Саранської міської адміністрації Карагандинської області.
Населення — 33699 осіб (2021; 42058 у 2009, 42957 у 1999, 63624 у 1989).